# 빙고 (관청)
빙고(氷庫)는 조선시대 왕실 또는 관료들이 사용할 얼음의 관리를 맡던 관청이다. 이런 관청은 삼국시대부터 이미 나타난다. 신라에는 빙고전(氷庫典)이란 관청이 있었다고 한다. 현재 조선은 언제 설치하였는지 정확히 알려진 것은 없으나 다만 태종 때부터 기록에 나올 뿐이다. 한성 이외의 지방에서도 별도로 빙고를 만들어 아전(衙前)이 운영하기도 하였다. 빙고는 얼음의 저장, 관리를 위해 인근 주민과 군사들 간에 빙부(氷夫)라는 노동자를 뽑았다.
현존하는 유구로 볼 때 빙고에서 관리한 창고는 대개 성 바깥, 강가에서 그리 멀지 않은 곳에 위치했다. 겨울에 강에서 얼음을 쉽게 채취,운반하기 위한 것으로 추정된다. 현재 경주, 안동, 창녕, 영산 등지에 남아 있는 석빙고는 대부분 18세기 초 영조 때 축조한 것이다.

## 빙고
빙고가 관할하는 빙고는 다음과 같이 나뉜다.

### 외빙고
동빙고(東氷庫)와 서빙고(西氷庫)를 합쳐 외빙고(外氷庫)라 부르기도 하였다. 동빙고와 서빙고는 서울의 한강 북쪽에 위치했는데 목조로 만들어진 탓에 내구성이 좋지 않아 현재는 남아 있지 않다.

#### 동빙고
동빙고는 의식을 거행할 때 사용되는 얼음을 저장하는 빙고이다. 세 빙고 중 가장 규모가 작았다.

#### 서빙고
서빙고는 귀빈이나 관료에게 대접할 얼음을 저장하는 빙고이다. 세 빙고 중 가장 규모가 컸다.

### 내빙고
내빙고(內氷庫)는 왕실에서 사용하기 위해 궁궐 안에 만든 빙고이다. 자문감(紫門監)에서 일부 관할하기도 하였다.

## 같이 보기
- 분류:석빙고